# Tanztendenz München
Tanztendenz München ist eine Vereinigung von Choreografen, die Probenräume und eine Infrastruktur für zeitgenössische Tanzkunst bietet. Ihr Angebot umfasst ein Tanzzentrum, Workshops, die Kostprobe und einen Tanzkalender. Die Palette reicht von Tanztheater über Choreografie und Improvisation, New Dance oder Butoh bis hin zu Installationen und Tanzvideo.

## Geschichte
Die Choreografenvereinigung Tanztendenz München e. V. wurde 1987 auf Initiative des Kulturreferates der Landeshauptstadt München und der zeitgenössischen Choreografen Jessica Iwanson, Angelika Meindl, Micha Purucker, Birgitta Trommler und Bonger Voges gegründet. Ziel war, städtische Fördermittel für den Aufbau eines Proben- und Produktionszentrums einzuwerben. 
Die Initiative gewann bundesweit Vorbildcharakter für die Entstehung sogenannter Tanzhäuser. In den folgenden Jahren wuchs die Zahl unabhängiger Choreographen in München durch Zuzug und Absolventen der in München ansässigen Iwanson Schule für zeitgenössische Tanzausbildung. Neue Mitglieder wurden in die Tanztendenz aufgenommen und die Anzahl der Proberäume durch städtische Fördermittel vergrößert. Mit der Anzahl der Mitglieder wuchsen die Ansprüche der Choreographen an die organisatorische Unterstützung durch den Verein. 
Ein hauptamtlicher Geschäftsführer und ein Sekretariat übernahmen zunächst Öffentlichkeitsarbeit und Produktionsbetreuung. Ab 1994 veranstaltete der Verein die Reihe Kostprobe und ab 1995 gab er den bis heute erscheinenden Tanzkalender heraus. Anfang 2000 begann der Verein mit der Vernetzung mit vergleichbaren Initiativen außerhalb Deutschlands und wurde mit Veranstaltungen wie TransAlpin, Internationales Choreographenatelier, oder Bro (bru:) international tätig. Die Tanztendenz München ist zudem Veranstaltungsort des internationalen Festivals Tanzwerkstatt Europa.

## Tätigkeit
Seit 2008 betreibt die Tanztendenz München in Kooperation mit Partnern aus Musik (scope – Spielraum für aktuelle Musik; vormals Kunstbahnsteig) und Theater (Pathos München) die Spiel- und Produktionsstätte Schwere Reiter. 
Mittlerweile betreut die Tanztendenz München auch Nichtmitglieder und nur temporär in München verweilende Choreografen. Sie versteht sich als Anlaufpunkt und Interessenvertretung der professionellen choreografischen Szene Münchens. 
Die Tanztendenz ist ein eingetragener Verein und wird von der Landeshauptstadt München gefördert.